# Đối cực

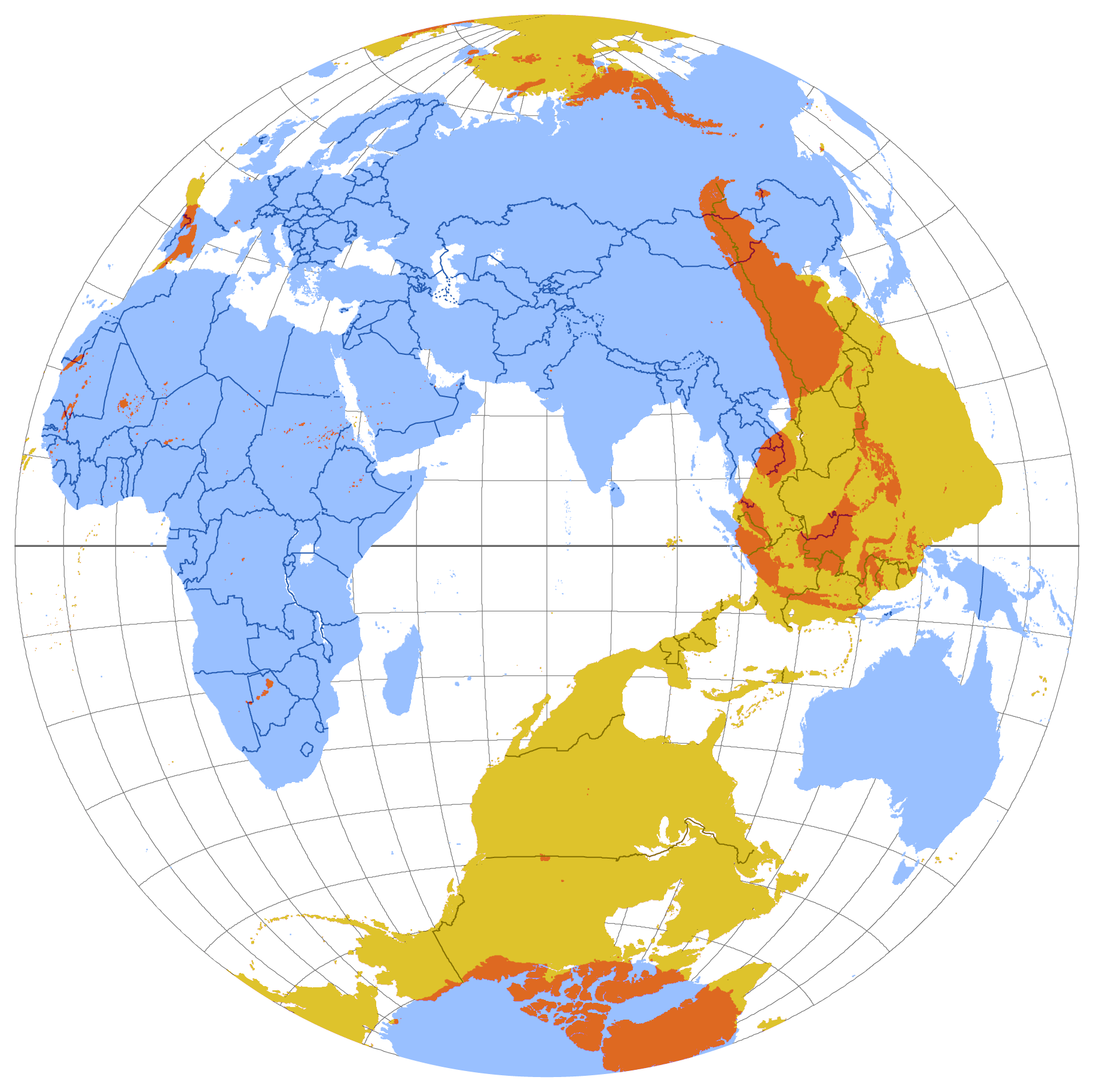
Bản đồ này cho thấy đối cực của mỗi điểm trên bề mặt Trái Đất - vùng có màu xanh dương và màu vàng là những vùng đối cực đất liền; hầu hết đất liền có đối cực của nó ở đại dương. Bản đồ dùng Phép chiếu phương vị bằng nhau Lambert. Khu vực màu vàng là sự phản chiếu qua trung tâm bán cầu ngược lại của Trái Đất.

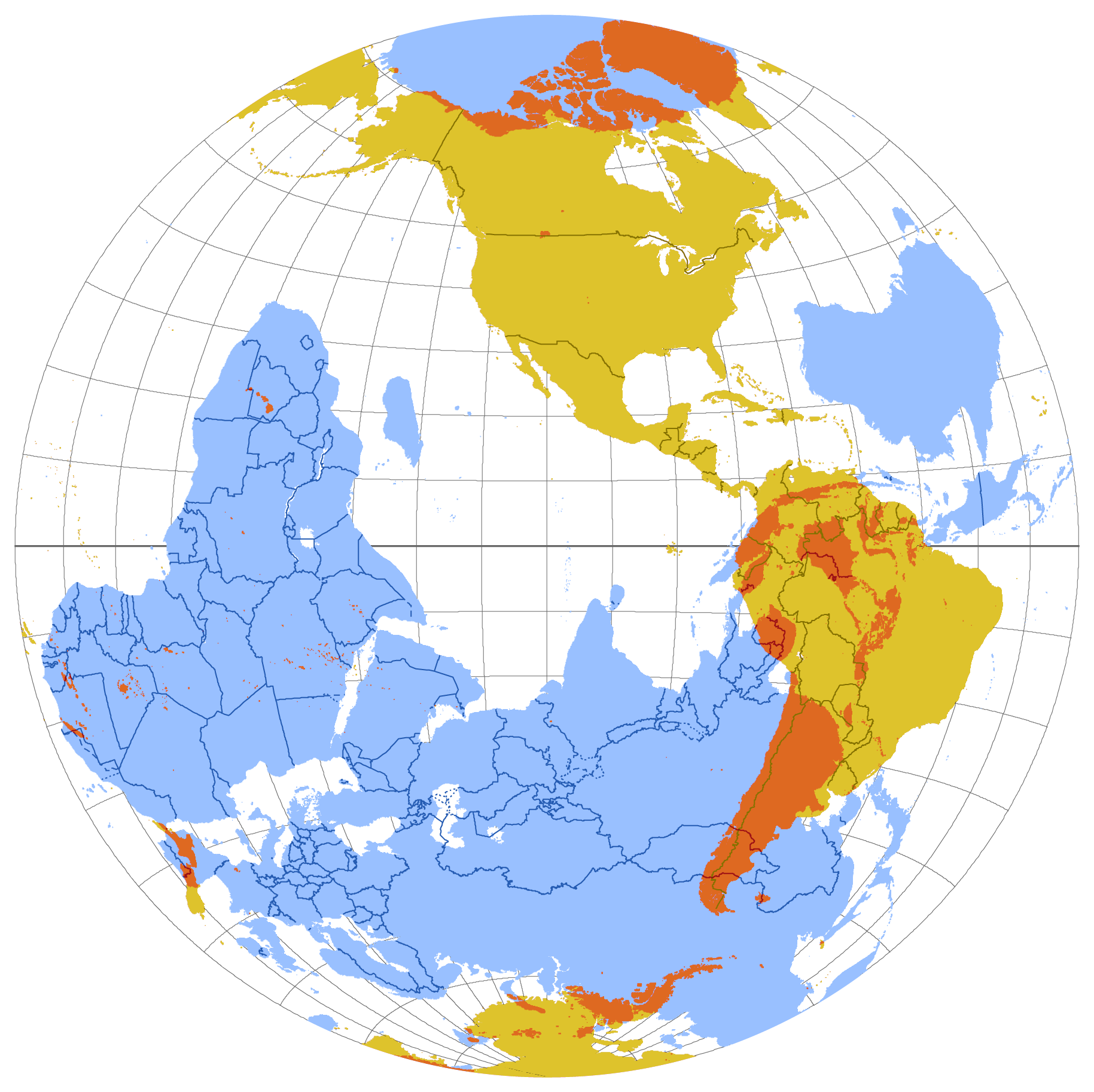
Bản đồ tương tự, nhưng là từ tầm nhìn của bán cầu tây. Phần màu xanh là sự phản chiếu của bán cầu đông.

Trong địa lý, đối cực (Tiếng Anh: Antipodes) của bất kỳ điểm nào trên Trái Đất là điểm đối cực trên bề mặt Trái Đất có đường kính ngược lại nó. Một cặp điểm đối cực với nhau khi đường thẳng đi qua hai điểm đó đi qua tâm của Trái Đất. Điểm đối cực phải xa nhau nhất có thể.
Trong Bắc Bán cầu, "the Antipodes" từng được dùng để đề cập đến Úc và New Zealand, và Antipodeans dùng để đề cập đến người dân hai nước. Đối cực của Anh và Ireland là Thái Bình Dương, phía nam của New Zealand. Điều này tạo nên tên nhóm đảo Antipodes của New Zealand, vì nằm gần điểm đối cực của Luân Đôn.  Đối cực của Úc nằm ở bắc Đại Tây Dương, trong khi đối cực của Tây Ban Nha, Bồ Đào Nha, và Maroc là New Zealand.
Xấp xỉ 15% đất liền cho đối cực là đất liền khác, chỉ khoảng xấp xỉ 4,4% bề mặt Trái Đất. Nguồn khác ước tính khoảng 3% của bề mặt Trái Đất là đất liền có đối cực. Đất liền có đối cực lớn nhất là quần đảo Mã Lai, cho đối cực là lưu vực Amazon và dãy núi Andes; đối cực của Trung Quốc và Mông Cổ cho đối cực là Chile và Argentina; đối cực của Greenland và quần đảo Bắc Cực thuộc Canada cho đối cực là đông châu Nam Cực. Đối cực của đất liền nói chung rất ít bởi vì Nam Bán cầu có ít đất liền hơn Bắc Bán cầu, và vì thế, đối cực của Úc nằm ở Bắc Đại Tây Dương, trong khi đối cực của nam Châu Phi là nằm ở Thái Bình Dương.
Đối cực của Việt Nam cho phần phía bắc từ vĩ độ khoảng 16,62°B (Quảng Trị) đến Cột cờ Lũng Cú là từ quận Camana (Peru) đi ra biển nam Thái Bình Dương đến vĩ độ -23,23°N (đối cực đại dương), phần phía nam từ vĩ độ khoảng 16,62°B (Quảng Trị) đến Mũi Cà Mau cho quận Camana (Peru) đến gần vùng Irazola của Peru (đối cực đất liền). Đảo Phú Quốc cho đối cực nằm gần khu vực Huanuco của Peru, gần giáp nhau với khu vực Pasco. Quần đảo Hoàng Sa cho đối cực nằm gần thành phố La Paz của Bolivia. Quần đảo Trường Sa cho đối cực nằm gần rừng quốc gia Floresta Nacional Mapiá-Inauini. Đảo Côn Sơn cho đối cực nằm gần vùng Masisea của Peru.